# Liberté d'indifférence
 (septembre 2020).
Si vous disposez d'ouvrages ou d'articles de référence ou si vous connaissez des sites web de qualité traitant du thème abordé ici, merci de compléter l'article en donnant les références utiles à sa vérifiabilité et en les liant à la section « Notes et références ».
La liberté d'indifférence est un concept de la philosophie morale classique, désignant la capacité du sujet humain à faire ou ne pas faire une action, indifféremment, ou encore à choisir n'importe laquelle de plusieurs possibilités qui se présentent à lui, en toute indifférence, signalant par là qu'il est doué d'un libre arbitre et non pas déterminé dans les choix qu'il fait. 
La liberté d'indifférence a parfois été conçue, à l'époque moderne, comme l'expression la plus haute de la liberté humaine, mais René Descartes y a vu au contraire « le plus bas degré de la liberté », parce que le choix n'est alors déterminé par aucun motif, c'est-à-dire aucune raison réfléchie et conçue par l'entendement du sujet.

## Le choix en l'absence de motif
La critique philosophique du libre arbitre tient au rôle des motifs (raisons de choisir) dans la détermination du choix et, par conséquent, de l’action. Suis-je vraiment libre de choisir entre deux objets, l’un qui représente un grand bien, et l’autre, un moindre bien ? De deux choses l’une. 
- Soit je choisis le plus grand bien : peut-on alors dire que mon acte est libre ? N’est-il pas plutôt déterminé par les motifs, ou plus exactement, par la prévalence d’un motif sur l’autre ?
- Soit je choisis le moindre bien, mais comment un acte aussi absurde pourrait-il être libre ? Et si je le choisis afin de prouver que je suis libre, cela revient au premier cas de figure : la volonté d’établir la réalité de ma liberté s’est avérée un motif plus déterminant que l’objet préférable. Dans l’un et l’autre cas, je ne serais pas libre.

Pour remédier à ce problème, la doctrine scolastique a inventé le concept de liberté d’indifférence. Soit un individu appelé à choisir entre deux biens identiques, et donc indifférents. Il y a ici une équivalence des motifs : rien ne le détermine à préférer l’un à l’autre. Or, la volonté éprouve qu’elle est douée de spontanéité : même en ce cas, elle peut se déterminer à choisir. L’acte ne trouve pas alors son explication dans les motifs, ni par conséquent dans les objets, mais dans le sujet lui-même en tant qu’il est doué d’une capacité à agir arbitrairement, à exprimer sa motivation. Le concept de liberté d’indifférence établirait, avec la spontanéité de la volonté, la réalité du libre arbitre. Par extension, la liberté d’indifférence s’applique aux cas où il n’y a pas d’équivalence des motifs : je puis fort bien préférer un moindre bien à un plus grand bien, prouvant ainsi que je suis le seul sujet ou la seule cause de mes actes.
La liberté d’indifférence fut critiquée par certains philosophes, comme Arthur Schopenhauer dans son Essai sur le libre arbitre, et par de nombreux théologiens (Thomas d’Aquin n’y souscrivait pas).

## La liberté d'indifférence chez Descartes
Dans la IVe Méditation métaphysique, Descartes qualifie la liberté d'indifférence au sens habituellement utilisé de « plus bas degré de la liberté », car elle résulte d'une insuffisante détermination de l'entendement et donc d'un défaut de connaissance. À l'opposé, quand l'entendement voit un plus grand bien dans l'une des alternatives, l'action qui en résultera sera plus libre quelle qu'elle soit:
- Dans le cas où l'on choisirait d'aller vers le plus grand bien, ce choix serait plus libre car effectué avec une plus grande facilité
- Dans le cas où l'on choisirait l'autre solution, on exprimerait une liberté d'indifférence « positive »

Descartes présente cette seconde forme de liberté d'indifférence comme la marque du libre-arbitre de la volonté humaine. En effet, même lorsque l'entendement conçoit des idées parfaitement claires et distinctes et est donc complètement déterminé, la volonté peut refuser d'accorder son assentiment à celles-ci et aller à l'encontre de ce bien et ce bon que lui présente l'entendement: nous pouvons délibérément errer.

## La liberté d'indifférence chez Leibniz
Gottfried Wilhelm Leibniz opposait à ce concept les objections suivantes. 
1. Choisir arbitrairement ne témoigne pas de notre liberté : c’est bien plutôt un acte irrationnel, fruit du hasard ou du caprice. La liberté, n’est-ce pas plutôt la capacité à opérer les meilleurs choix possibles ?
2. La liberté d’indifférence est fictive. En vertu du « principe des indiscernables », deux objets ne peuvent être absolument identiques : ils doivent nécessairement se distinguer par quelque différence. Or il existe chez Leibniz une notion, celle des petites perceptions. Elle conduit à penser qu'il nous arrive d'être déterminés à choisir ou à agir par un motif inconscient, perçu par notre âme mais non aperçu par la conscience. Qui sait donc si un choix, en apparence arbitraire, n’obéit pas à une motivation inconsciente, comme le montrera André Gide dans Les caves du Vatican ? Leibniz développe ici un concept proche en fait (mais non en droit) de ce que sera l’inconscient chez Freud, et anticipe des problématiques contemporaines telles que celle de l'influence des phéromones et des images subliminales.
3. De plus, Leibniz est intellectualiste plutôt que volontariste. Il critique le schéma naïf du libre arbitre de la philosophie scolastique, qui revient à représenter la volonté comme une reine toute-puissante, partagée entre son conseiller (la raison) et ses courtisans (les passions). Dans la réalité, la volonté n’est pas une faculté subsistant par elle-même : elle n’est autre que l’effort de l’intelligence en tant qu’elle se détermine à agir d’après ses jugements.

Si Leibniz ne reconnaît pas le concept de liberté d’indifférence, il ne donne pas pour autant dans un déterminisme niant tout libre arbitre. Être libre, c’est se déterminer à choisir par la meilleure raison possible. Se déterminer n’est pas être déterminé : c’est trouver le principe de ses actes à l’intérieur de soi-même. Il convient de tenir compte que cette détermination trouve son explication ultime dans l'inclination, concept que Leibniz développe afin de rendre compte que ce qui nous fait tendre vers la contemplation divine est déterminée par la divinité elle-même à laquelle nous tendons spontanément, car spontanément aussi nous tendons vers notre perfection.